# William Golding
Sir William Gerald Golding (Newquay, 19. rujna 1911. – Perranarworthal, 19. lipnja 1993.), britanski književnik.
Školovao se u Marlbourough Grammar Schoolu i Brasenose Collegeu u Oxfordu nakon čega je radio kao glumac, predavač, glazbenik te učitelj. Zbirka Pjesme (Poems) pojavila se 1934. godine. Pridružio se Kraljevskoj mornarici 1940. i sudjelovao je u borbi protiv podmornica, bojnih brodova i zrakoplova. Bio je prisutan tijekom potonuća Bismarcka.
Nakon rata vratio se u Bishop Woodsworth's školu u Salisburyju, gdje je 1954. godine izdan njegov prvi i najpoznatiji roman Gospodar muha. Godine 1961. prestaje s radom kao učitelj i potpuno se posvećuje pisanju. Napisao je ukupno 12 romana, među kojima The Inheritors, Pincher Martin i The Spire.
Goldingova predstava The Brass Butterfly izvedena je u oxfordskom Novom kazalištu u režiji Alistaira Sima. Gospodar muha ekraniziran je 1963. godine. Redatelj je bio Peter Brook.
Dobitnik je Nobelove nagrade za književnost 1983. godine te Bookerove nagrade 1980. godine za djelo Rites of Passage.